# Giuseppe Braccini
Giuseppe Braccini (Livorno, 31 agosto 1921 – ...) è stato un calciatore italiano, di ruolo difensore.

## Carriera
Ha giocato in Serie A con il Livorno.